# Вишрам (Вашингтон)
Вишрам (енгл. Wishram) насељено је место без административног статуса у америчкој савезној држави Вашингтон, у округу Кликитат. Становника је било 366 на попису 2020. године.
Заједница је првобитно названа "Фолбриџ"; промјењен је у "Вишрам" у част племена Индијанаца Вишрам. Брана Далс, 14 км (9 миља) низводно на ријеци Колумбија, завршена је 1957. године и почела је да пуни језеро Селило. Оригинално рибарско село у близини ове локације било је поплављено. 

## Географија
Вишрам се налази у јужном округу Кликитат, смјештен је на сјеверној обали ријеке Колумбија.  Државна рута 14 пролази исток-запад кроз заједницу, путујући на запад према Ванкуверу и Далспорту и источно према Мерихилу; укршта се са два америчка аутопута који омогућавају приступ Орегону преко мостова преко ријеке Колумбија.
Према Бироу за попис становништва Сједињених Америчких Држава, Вишрам има укупну површину од 3,3 km2 (1,3 квадратних миља), све то земљиште.

## Геологија
Локација Вишрам је резултат двије главне геолошке карактеристике: локација Селило Фолс на ријеци Колумбија, и приступ Централ Орегон Платоу преко ријеке Дешутес преко пута водопада од Вишрам. Водопади не само да су обездбједили поуздан извор хране старосједиоцима, али је касније обезбједио погодну локацију за лако изграђен жељезнички мост који прелази Колумбију. Долина Дешутес само јужно од водопада објезбеђује пут за жељезнички приступ на југу, и на крају у Калифорнији.
Вишрам лежи према горњем крају клисуре ријеке Колумбија, која је почела да се формира још у миоцену (прије отприлике 12 - 17 милиона година), депонујући дебеле слојеве базалта ријеке Колумбија, и наставила да се обликује кроз плеистоцен (прије 700.000 - 2 милиона година). Током овог периода Каскадске планине су се формирале, полако помјерајући курс ријеке Колумбија на сјевер до своје тренутне локације.
Иако је река полако еродирала земљу током овог временског периода, најдрастичније промјене су се догодиле на крају посљедњег леденог доба када су Мизула поплаве пресјекле стрме, драматичне зидове који постоје око Вишрама данас. Током поплаве, ниво воде порастао је на 210 м (700 стопа) изнад тренутног нивоа, насилно еродирајући и излажући слојевити базалт. Ова брза ерозија оставила је изложене многе слојеве вулканске стијене.

## Историја
Подручје Вишрам се налазио 0,8 км (1 ⁄ 2 миље) изнад главе великог Селило Фолс на ријеку Колумбију, и као резултат тога је насељен за дужи период. Око 15.000 година, домородачки народи су се окупљали да пецају и размјењују робу. Изградили су дрвене платформе изнад воде и ухватили лососа са мрежама и дугим копљима на моткама док су рибе пливале кроз брзаке и прескакале водопаде. Селило Фолс и Далс су стратешки лоцирани на граници између Чинукан и Шахаптинских говорних народа и служио као центар широке трговачке мреже преко Пацифичке висоравни. То су примјетили рани истраживачи и историчари овог подручја.
Године 1892. америчка влада завршила је низ брава да заобиђе Селило Фолс на јужној обали, преко пута Вишрама. Изграђен по цијени од $ 5,000,000, ове браве су вршиле ограничену услугу јер је много терета у и из сјеверо-западног дијела земље почео да се транспортује жељезницом.
Године 1912. неинкорпорирани град је познат као "Фолбриџ", назван у знак признања јужног продужетка жељезнице Спокена, Портланда и Сијетл, који је прешао ријеку Колумбија на Орегон Транк Раил Бриџу изграђеним на базалтној стијени Селило Фолса.

### Луис и Кларк
Луис и Кларк су поменули слокацију Вишрама у свом дневнику. У свом дневнику за 22. октобар 1805. године, Кларк је забиљежио:
испод овог острва на главној Стард обали је 16 ложа домородаца; овдје смо слетјели на Смок, доњу тачку једног острва насупрот које се налази у ушћу ријеке Тауворниукс (ријека Дешутс) које нисам примјетио све док нисам прошао ове ложе, а око 1/2 миље ниже прошао још 6 ложа на истој страни и 6 миља испод горњег ушћа ријеке Тауворниукс почетак терена Великих водопада, насупрот Старду. Са стране (десна страна) је 17 ложа [археолози су идентификовали ово као модерни Вишрам] од домородаца, дошли смо и ходали доле у пратњи старца да би видјели водопаде, и најбољи пут за да се направи прелаз који смо убрзо открили да је много ближи на Старду. Са стране, а растојање 1200 јарди једна трећина пута на стијени, око 200 јарди преко растреситог пијеска сакупљеног у шупљини коју су вјетрови одували са дна испод које је било непријатно проћи, јер је била стрма и лабава. У доњем дијелу тих брзака стигли смо до 5 великих ложа домородаца који су сушили и припремали рибу за пијацу, дали су нам љешњаке и бобице да једемо, вратили смо се и спустили на врх брзака и узели сваки артикл осим кануа преко товара гдје сам формирао логор због заштите наших ствари од крадљиваца, којих смо се више плашили, него њихових стријела. Послали смо два човјека да испитају ријеку на супротној страни, и добили смо обавјест да би кануи могли да се сруше низ уски канал на супротној страни након кратког преноса на врху водопада, на ком мјесту Индијанци преузимају своје кануе. Индијанци су нам помогли преко транспорта са нашим тешким предметима на својим коњима, воде су подјељене на неколико уских канала који пролазе кроз тврду црну стијену формирајући острва стена у овој фази воде, на тим острвима стена, као и на и око њихових ложа посматрам велики број гомила разбијеног лососа уредно очуваних на сљедећи начин, и након што је довољно осушена је разбијена између два камена фино, и стављена у врсту корпе мреже направљене од траве и рогоза дужине више од два метра и једне ноге дијагонално, која корпа је обложена кожом лососа растегнутом и осушеном у ту сврху, у коме је притиснута што је јаче могуће, када су пуни они обезбјеђују отворени дио са рибљим кожама преко којих су причврстили дно пкетене корпе тај дио веома безбједно, а затим на сувом положају су поставили те корпе кабловски дио горе. Њихов заједнички обичај је да поставе 7 што ближе могу да стоје и 5 на врху њих, и да их осигурају простиркама које су постављене око њих и брзо направљене кабловима и покривене и простиркама, оних 12 корпе од 90 до 100 в. свака формира посебну камару. Тако сачуване те рибе могу се чувати здраве и слатке неколико година, као што ме ти људи обавјештавају. Велике количине као што нас обавјештавају се продају бијелцима који посећују ушће ове ријеке, као и домородцима испод."
До тренутка када су се вратили 16. априла 1806. године, пријавили су да се село преселило око 300 метара испод мјеста гдје се налазило претходне јесени, и имало тенденцију да се креће са омиљеним локацијама за риболов.

### Рана историја
Амерички аутор Вашингтон Ирвинг такође је поменуо Индијанце који живе у Вишраму у својој историји сјеверозапада под називом Асториа или, Анегдоте о предузећу иза Стјеновитих планина и објављен је 1836. године. Он је изјавио:
"Из истог разлога ми бисмо посебно поменули село Вишрам, на челу Лонг Наровса, као усамљени примјер абориџинске трговачке тржнице или емпориум. Овде су лососи ухваћени у сусједним брзацима били "ускладиштени" да чекају купце. До сада су племена са ушћа Колумбије поправљала рибе са морске обале, корење, бобице, а посебно биљка стрелица, сакупљене у доњим дијеловима ријеке, заједно са робом и ситницама добијеним од бродова који лежерно посећују обалу. Овдје су такође племена из Стјеновитих планина срушила коње, медвеђу траву, квамаше и другу робу из унутрашњости. Трговачки рибари на водопадима су дјеловали као посредници или фактори, и пролазили су поред објеката саобраћаја, такорећи, укрштених руку; Трговина далеко дио робе добијене од планинских племена на оне из ријека и равница, и обрнуто: њихови пакети разбијеног лососа ушао у великој мјери у систем бартер, и однешен у супротним правцима, нашао свој пут до дивљих ловачких логора далеко у унутрашњости, и до случајних бијелих трговаца који су додирнули обалу."
Вишрам се интензивно помиње у регионалним историјама и путописима с почетка 19. вијека. Посјетиоци су били Томас Фарнхам, гувернер компаније Худсон'с Беј Сир Георге Симпсон, Алекандер Росс, отац Пиерре Де Смет и Џозеф Драјтон члан Вилкис експедиције, између осталих. Рос је извјестио да је у Вишраму током љета када су лососи активни кампови су могли окупити и 3,000 домородаца. Отац Де Смет је то описао као славно вријеме радости, коцкања и гозбе.
На локацији Вишрам већ миленијумима постоје сеоске локације. Археолози су педесетих година прошлог вијека идентификовали вишеслојну локацију са вијековима отпада нагомиланог у срединама, као и петроглифима и другим индикацијама густе популације. Већина густо насељених подручја била је близу ријеке и погодна за риболов. Ово ниже подручје је поплављено 1957. године водом која се налазила иза бране Далс.
Године 1926. пионирски споменик је подигнут у Вишраму / Фолбриџу. Још увек се налази у свом првобитном положају 100 метара (30 м) источно од данашње путничке жељезничке станице, састоји се од два стуба базалта везаних заједно са гвозденим тракама и монтираних на пиједестал. Бронзана плакета која препознаје разне пионире који су били у Вишраму почиње са Мериветер Луисом, а завршава се са Јон Ч. Фримонтом. Првобитно је означио почетак 1 ⁄ 2 миље (0,8 км) пут од тог споменика до Селило Фолса; тај пут је сада покривен рукавцима из бране Далс.

### Вишрам као жељезнички центар
Спокен, Портланд и Сијетл Рејлвеј је изнајмио 1905. године Џејмс Џ. Хил за потребе повезивања двије трансконтиненталне пруге у његовом власништву, Сјеверни Пацифик и Велики Сјеверни, у Портланд, Орегон из Спокена, Вашингтон, како би се добио дио трговине дрвном грађом у Орегону, посао којим је у то вријеме доминирао Е. Х. Хариман су жељезнице Унион Пацифик и Јужни Пацифик. Изградња је почела 1906. године под именом Портланд и Сијетл Рејлвеј, наставља источно од Ванкувера, Вашингтон. 1906 also saw the start of construction of the line between Vancouver and Portland. Године 1906. је такође почетак изградње линије између Ванкувера и Портланда. Ова пруга је укључивала први мост било које врсте који ће бити изграђен преко доњег дијела ријеке Колумбија: мост сада познат као БНСФ Рејлвеј Бриџ 9.6, у Ванкуверу. 
У року од годину дана, и упркос правним изазовима Харимана, који је желио да блокира његову изградњу, линија је изграђена до Паска, Вашингтон, дуж ријеке Колумбија, гдје је постојала веза линијама са сјеверним Пацификом. Први дио који се отворио био је од Паска западно кроз Вишрам до литица (близу Мерихила), дужине 112 миља (180 км), 15. децембра 1907. године. Операција је проширена на запад до Лајла, за укупно 145 миља (233 км), 15. јануара 1908. године, док је изградња настављена на 56 миља (90 км) дијелу одатле до Ванкувера.
Град Вишрам (тада познат као Фолбриџ) се случајно налази на локацији гдје је премошћавање ријеке Колумбија релативно лако. Било је могуће изградити мост који је имао стубове који се одмарају на нормално изложеној базалтној стијени изнад водопада током периода ниске воде, тако да током периода високе воде, када је овај дио ријеке Колумбија постаје бијесан брзак, стубови су подржавали мост који је обухватао читаву поплаву. Овај мост преко Селило Фолс постао је познат као Орегон Транк Реил Бриџ или Фолбриџ. Локација овог моста такође је омогућила изградњу шине кроз кањон реке Дешутес, омогућавајући приступ високој пустињској висоравни источног Орегона и источној страни каскадских планина.
Као резултат тога, SP&S је продужен јужно од Вишрама према Бенду, Орегон. Хил и Хариман ангажовани у директној борби до Дешутес разреда, са интензивном конкуренцијом за било коју повољну руту. Након што је конкуренција достигла оно што је описано као смијешан ниво, Хариман је умро 1909. године и постигнут је договор да је продужетак требало да се заједнички управља са подружницом Унион Пацифик, Орегон-Вашингтон Реилвеј & Навигејшон. Овај јужни продужетак ослањао се на Орегон Транк Рејл Бриџ – "пад моста" – изграђен низводно од Вишрама на водопаду на Колумбији. Џејмс Џ. Хил је отворио ову руту, возећи златни шиљак у Бенду 1912. године. Фолбриџ је служио као путнички терминал, кружна кућа и теретни прекидач двориште за саобраћај у Бенд. Препознајући своју централну локацију, 300 тона аутоматски угаљ станица је подигнута за Спокен, Портланд и Сијетл Рејлрод у Фоллбриџу 1920. године.
Име је званично промењено у "Вишраме" 1926. године. Међутим, име Фоллбриџ наставља да се појављује у разним документима. Године 1931. званични распоред за пругу користи "Вишрам (Фолбриџ)" као ознаку за заустављање на Вишраме. Град се и даље појављује као "Фолбриџ" у 1940. години U.S. Army Corps of Engineers port directories, и 1941. у стандардним уџбеницима.
Године 1931 СП & С линија до Бенда је повезана преко Кламат Фолса, Орегон, до Бибера, Калифорнија, пружајући пречицу за повезивање са Вестерн Пацифик Раилроад у сјеверној Калифорнији.

## Демографија
По попису из 2010. године број становника је 342, што је 18 (5,6%) становника више него 2000. године.
| Група             | 2000.       | 2010.       |
| Белци             | 275 (84,9%) | 286 (83,6%) |
| Афроамериканци    | 0 (0,0%)    | 4 (1,2%)    |
| Азијати           | 0 (0,0%)    | 0 (0,0%)    |
| Хиспаноамериканци | 10 (3,1%)   | 29 (8,5%)   |
| Укупно            | 324         | 342         |

## Саобраћај
Вишрам је мала путничка станица - са значајним објектом за одржавање - за жељезнички саобраћај који долази сјеверно из Орегона и Калифорније, као и оне који долазе на запад. Дио пруге који води од Ванкувера до Паска и даље носи првобитно име града Фолбриџ.